# Targaryendraconidae
De Targaryendraconidae zijn een groep van uitgestorven pterosauriërs behorende tot de Pterodactyloidea.
In 2019 bemerkten Rodrigo Pêgas, Borja Holgado en María Eduarda Santos de Castro Leal bij hun benoeming van Targaryendraco dat hun nieuw benoemde groep Targaryendraconia in twee takken te verdelen viel. De eerste klade werd gedefinieerd als de groep omvattende Targaryendraco wiedenrothi en alle soorten nauwer verwant aan Targaryendraco dan aan Cimoliopterus cuvieri.
De groep bestaat uit middelgrote visetende soorten uit het Krijt van Europa, Amerika en Australië. Ze zijn gevonden in lagen uit het Hauterivien tot Albien. Naast Targaryendraco zelf bestaat de groep uit Aussiedraco en Barbosania.
Verschillende synapomorfieën, gedeelde afgeleide eigenschappen, werden vastgesteld. Bij de onderkaken loopt de groeve in het bovenvlak van de symfyse tot aan het eerste paar tanden maar bereikt de kaakpunt niet. De zijranden van het voorste uiteinde van de symfyse zijn opvallend boven het niveau van de tandkassen verheven. Het eerste paar dentaire tanden is vergroot.
De Targaryendraconidae zijn binnen de ruimere Lanceodontia de zustergroep van de Cimoliopteridae.